# Mura
|  | Per a altres significats, vegeu «riu Mura». |

Mura és un poble, cap del municipi del mateix nom, al sud-est de la comarca del Bages, ja en contacte amb el Moianès i el Vallès Occidental. Situat a 454 m d'altitud, és una de les principals portes d'entrada del Parc Natural de Sant Llorenç del Munt i l'Obac.

## Història
Durant la guerra de Successió Espanyola, Antoni Desvalls i de Vergós va presentar batalla als borbònics el 7 de maig de 1713 en el Combat de Mura, on va derrotar la columna de Diego González, després de fer una incursió sobre Manresa en què va derrotar el regiment borbònic napolità de Félix de la Escalera. Posteriorment va dirigir-se cap a Terrassa, i pel camí va ser atacat el dia 9 a Esparreguera per un destacament sortit de Martorell.
Actualment (2023), Mura és un important centre d'atractiu turístic gràcies a la promoció d'una estètica "medievalista" i la bellesa intrínseca a la seva situació privilegiada dins dels límits marcats pel Parc Natural de Sant Llorenç del Munt i la Serra de l'Obac, establert l'any 1972. Malgrat l'augment notable en l'activitat comercial local, el municipi ha de fer front als problemes logístics derivats de la massificació turística amb el fi d'evitar repercussions negatives que puguin interferir en la vida quotidiana dels seus habitants.

## Geografia
- Llista de topònims de Mura (Orografia: muntanyes, serres, collades, indrets..; hidrografia: rius, fonts...; edificis: cases, masies, esglésies, etc).

El municipi de Mura té un territori trencat per serres i fondalades, amb boscos abundants de pins, alzines i roures, fonts nombroses i indrets pintorescos. La població s'agrupa majoritàriament en el poble de Mura, presidit per l'església de Sant Martí, romànica i ben restaurada, de la qual destaquen els absis per les seves arcuacions ornades amb capitells.
Mura forma un conjunt agradable de placetes i carrerons empedrats, i de cases de pedra, moltes de les quals han estat preparades per a vacances o estades de cap de setmana, a causa de l'interès de l'entorn i de les possibilitats que ofereix l'immediat parc natural. Prop de Mura, en un marc de masies escampades, destaca l'insòlit paratge del puig de la Balma, amb edificis construïts dins d'una gran balma que acull un petit museu i un centre agroturístic.
Als afores del poble hi ha l'església de Santa Creu de Palou, d'estil romànic.
Termes municipals limítrofs:
| El Pont de Vilomara i Rocafort | Talamanca             | Monistrol de Calders                                |
| Sant Vicenç de Castellet       |                       | Monistrol de Calders, Granera i Sant Llorenç Savall |
| Rellinars                      | Vacarisses i Terrassa | Matadepera                                          |

### El perímetre del terme municipal

#### Termenal ambMonistrol de Calders
Comença la descripció del perímetre municipal a l'extrem nord-est del terme, just al nord del Coll Blanc i de la Carena de les Elies, a l'extrem meridional del Serrat del Rossinyol, la línia de terme travessa cap a l'oest la carretera B-124 i s'enfila a un breu turonet del costat de ponent de la carretera, on es troba la fita tritermenal entre Granera, Monistrol de Calders i Mura.
Des del punt suara esmentat, el termenal amb Mura s'adreça cap al nord-nord-est, emprèn el Serrat del Rossinyol, que va fent un arc cap al nord i després cap al nord-nord-oest, fins a arribar al punt més alt d'aquest serrat on, formant un angle recte, trenca cap a l'oest-sud-oest, cap al Coll de Lligabosses, al nord-est del qual travessa la carretera B-124, després travessa el Camí de Mussarra al Coll de Lligabosses, i en el vessant sud-est d'un turonet, al nord-oest d'una cruïlla de camins que forma un triangle, es troba la fita tritermenal entre Mura, Talamanca i Monistrol de Calders.
És un traçat d'1,4 quilòmetres, pràcticament del tot en terres de la masia del Rossinyol, a banda i banda del límit municipal.

#### Termenal ambGranera[2]
Des del Serrat dels Tres Senyors el termenal s'adreça cap al nord, fent ziga-zagues per tal de seguir la carena. Discorre per tota la Carena de les Elies, quasi sempre pel costat de llevant de la carretera B-124, fins que al nord del Coll Blanc arriba al turonet de ponent de la carretera on ha començat aquesta descripció.
Es tracta d'un recorregut de prop de 2,5 quilòmetres quasi íntegrament per terres del Rossinyol, llevat dels trossos inicials, on toca amb terres de les masies de les Elies, el Soler i Saladelafont.

## Festes
- 11 de novembre, festa major, Sant Martí.
- 25 de març, Sant Marc.
- Últim dissabte d'agost, concurs de disfresses.
- Primer dissabte després de la Mare de Déu de Montserrat: Caminada Popular Mura-Montserrat
- Finals d'agost, arrossada popular.

## Demografia

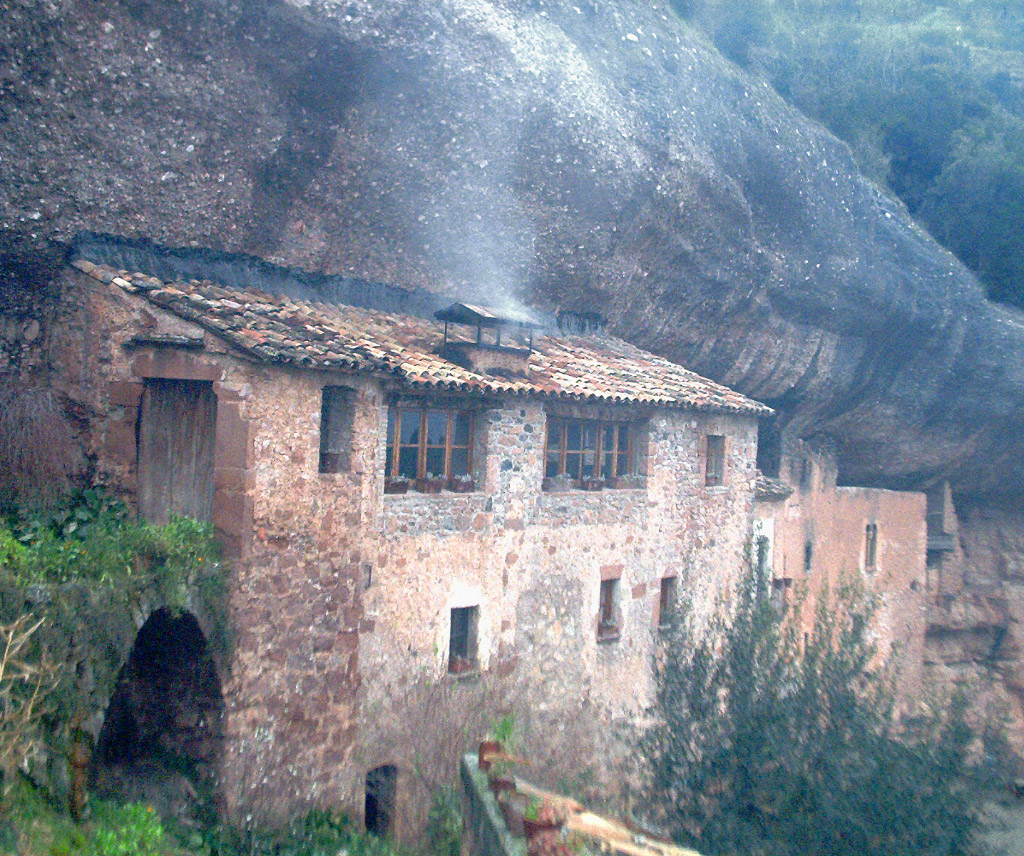
Puig de la Balma

| 1497 f | 1515 f | 1553 f | 1717 | 1787 | 1857 | 1877 | 1887 | 1900 | 1910 |
| ------ | ------ | ------ | ---- | ---- | ---- | ---- | ---- | ---- | ---- |
| 12     | 14     | 16     | 231  | 305  | 887  | 751  | 731  | 615  | 477  |

| 1920 | 1930 | 1940 | 1950 | 1960 | 1970 | 1981 | 1990 | 1992 | 1994 |
| ---- | ---- | ---- | ---- | ---- | ---- | ---- | ---- | ---- | ---- |
| 502  | 478  | 354  | 331  | 308  | 193  | 179  | 193  | 278  | 278  |

| 1996 | 1998 | 2000 | 2002 | 2004 | 2006 | 2008 | 2010 | 2012 | 2014 |
| ---- | ---- | ---- | ---- | ---- | ---- | ---- | ---- | ---- | ---- |
| 218  | 218  | 217  | 207  | 212  | 233  | 237  | 233  | 227  | 211  |

| 2016 | 2018 | 2020 | 2022 | 2024 | 2026 | 2028 | 2030 | 2032 | 2034 |
| ---- | ---- | ---- | ---- | ---- | ---- | ---- | ---- | ---- | ---- |
| 219  | 223  | 220  | 232  | 232  | -    | -    | -    | -    | -    |

## Llocs d'interès
- Casa Museu El Puig de la Balma
- Casa Museu Molí del Mig[3]
- Església de Sant Martí de Mura
- Ermita de Sant Antoni de Pàdua
- Castell de Mura
- Cantacorbs